# Obereopsis laosica
Obereopsis laosica är en skalbaggsart som beskrevs av Stefan von Breuning 1963. Obereopsis laosica ingår i släktet Obereopsis och familjen långhorningar.
Artens utbredningsområde är Laos. Inga underarter finns listade i Catalogue of Life.